# 前35世纪
| 千纪： | 前5千纪 \| 前4千纪 \| 前3千纪 |
| 世纪： | 前38世纪 \| 前37世纪 \| 前36世纪 \| 前35世纪 \| 前34世纪 \| 前33世纪 \| 前32世纪                                                         |
| 年代： | 前3490年代 \| 前3480年代 \| 前3470年代 \| 前3460年代 \| 前3450年代 \| 前3440年代 \| 前3430年代 \| 前3420年代 \| 前3410年代 \| 前3400年代 |

前3500年至前3401年的这一段期间被称为前35世纪。

## 重要事件、发展与成就
- 科学技术
  - 兩河流域的蘇美爾人，創造了楔形文字，包含五、六百個表音符號。
  - 運用“十進位法”進行計算和測量。
  - 根據月亮的盈虧而制定太陰歷。
- 战争与政治
  - 埃及南、北部各州分別組成上埃及(Upper Egypt)和下埃及(Lower Egypt)兩王國，分別以布陀和希拉康波利斯為中心。(約前3500)

- 公元前35世纪的天灾人祸

- 文化娱乐
  - 前3450年左右：古埃及進入納嘉達文化第二丁期

- 疾病与医学

- 环境与自然资源